# Berlin Cricket Club
Der Berlin Cricket Club (BCC) ist ein gemeinnütziger Verein zur Pflege und Förderung des Cricketsports. Er wurde 1996 in Berlin gegründet und 2005 erstmals Berliner Meister. Die erste Mannschaft spielt in der Bundesliga Ost des Deutschen Cricket Bundes (DCB).

## Beschreibung
Der BCC ist ein multinationaler Verein, in dem sich Spieler aller Fähigkeiten und Herkünfte finden. Die Spieler kommen aus vielen Ländern u. a. Afghanistan, Australien, England, Grenada, Indien, Sri Lanka, Bangladesh, Neuseeland, Jamaika, Südafrika und den Niederlanden. Auch hat der Verein einen großen Anteil deutscher Spieler. Die Umgangssprachen im Verein ist Deutsch und Englisch.
Die Heimspiele des BCC finden auf dem Maifeld im Olympiagelände statt.
Die Internationalität des Vereins kommt auch in der Anzahl der Spiele zum Ausdruck, die im Ausland stattfinden und in der Zahl der Mannschaften, die in Berlin gegen den BCC antreten. Jedes Jahr ist der Verein wenigstens einmal im Jahr außer Landes und begrüßt regelmäßig Mannschaften aus dem Ausland. Der rege Kontakt trägt dazu bei, die Position des BCC im deutschen Cricket zu untermauern.
2006 ging erstmals eine zweite Mannschaft des BCC an den Start. Im offiziellen Betrieb der 2007 gegründeten 2. Liga Ost (Twenty20) erzielte BCC großartige Erfolge und blieb 2008 mit seiner Mannschaft unter der Führung vom langjährigen Vereinspräsident Tim Sandner ungeschlagen. Es folgte eine Periode der Umstrukturierung und Neuausrichtung mit der stetigen Aufbau einer Jugendabteilung unter Martin Haynes und der Suche nach dem eigenen Spielplatz. Für den Verein wird 2015 ein Jahr der Entscheidungen sein.

## Struktur
- Der BCC ist Mitglied im Berliner Cricket Komitee (BCK), im Ostdeutschen Cricket Verband (ODCV) und im Deutschen Cricket Bund.

- Die Vereinsbelange werden von einem dreiköpfigen Vorstand vertreten: 1. Vorsitzender Volker Ellerbeck, 2. Vorsitzender Andreas Lehmann, Kassenwart Tim Sandner.

- Als Spielführer ab der Saison 2015 wurde Jordi Greig bestätigt.

## Geschichte
Am 17. Mai 1985 erschien in der West-Berliner Stadtzeitschrift tip eine von Bob Sleigh geschaltete Kleinanzeige, in der Cricketspieler zum freundschaftlichen Spiel im Park gesucht wurden. Kurz darauf wurde ein Treffen in einer Kreuzberger Kneipe vereinbart, zu dem Sleigh in der traditionellen weißen Cricketkleidung erschien, um erkennbar zu sein. Die drei anderen Gründungsmitglieder waren Tim Sandner, Peter Edge und Trevor Wilson von dem lediglich Tim Sandner noch heute spielt. Zunächst nahmen die Spieler im Volkspark Rehberge gemeinsam Schläger und Ball in die Hand und nannten sich The Refugees.
| Saisonbilanzen seit 2014 | Saisonbilanzen seit 2014 | Saisonbilanzen seit 2014 | Saisonbilanzen seit 2014 | Saisonbilanzen seit 2014 | Saisonbilanzen seit 2014 | Saisonbilanzen seit 2014 | Saisonbilanzen seit 2014 | Saisonbilanzen seit 2014 | Saisonbilanzen seit 2014 | Saisonbilanzen seit 2014 |
| Saison                   | 50 Overs                 | 50 Overs                 | 50 Overs                 | 50 Overs                 | 50 Overs                 | Twenty20                 | Twenty20                 | Twenty20                 | Twenty20                 | Twenty20                 |
| ------------------------ | ------------------------ | ------------------------ | ------------------------ | ------------------------ | ------------------------ | ------------------------ | ------------------------ | ------------------------ | ------------------------ | ------------------------ |
| Saison                   | Liga                     | Platz                    | S                        | U                        | N                        | Liga                     | Platz                    | S                        | U                        | N                        |
| 2014                     | BL                       | 6./6                     | 3                        | 0                        | 6                        | P                        | 6./7                     | 0                        | 0                        | 3                        |
| 2015                     | BL                       | 5./6                     | 2                        | 0                        | 7                        | P                        | 6./7                     | 0                        | 2                        | 4                        |
| 2016                     | BL                       | 5./6                     | 2                        | 0                        | 7                        | P                        | 6./7                     | 2                        | 0                        | 4                        |
| 2017                     | BL                       | 6./6                     | 1                        | 1                        | 8                        | P                        | 6./10                    | 5                        | 0                        | 4                        |
| 2018                     | BL                       | 6./6 ▼                   | 1                        | 0                        | 9                        | P1                       | 3./6                     | 3                        | 0                        | 2                        |
| 2019                     | RL                       | 1./5 ▲                   | 6                        | 0                        | 2                        | P1                       | 5./7                     | 2                        | 0                        | 4                        |
| 2020                     | nicht ausgetragen        | nicht ausgetragen        | nicht ausgetragen        | nicht ausgetragen        | nicht ausgetragen        | P1                       | 2./8                     | 4                        | 2                        | 1                        |
| 2020                     | nicht ausgetragen        | nicht ausgetragen        | nicht ausgetragen        | nicht ausgetragen        | nicht ausgetragen        | P2                       | 3./8                     | 5                        | 0                        | 2                        |
| 2020                     | nicht ausgetragen        | nicht ausgetragen        | nicht ausgetragen        | nicht ausgetragen        | nicht ausgetragen        | P3                       | 4./4                     | 0                        | 0                        | 1                        |
| 2021                     | nicht ausgetragen        | nicht ausgetragen        | nicht ausgetragen        | nicht ausgetragen        | nicht ausgetragen        | P1                       | 2./8                     | 6                        | 0                        | 1                        |
| 2021                     | nicht ausgetragen        | nicht ausgetragen        | nicht ausgetragen        | nicht ausgetragen        | nicht ausgetragen        | P2                       | 2./8                     | 5                        | 0                        | 2                        |
| 2021                     | nicht ausgetragen        | nicht ausgetragen        | nicht ausgetragen        | nicht ausgetragen        | nicht ausgetragen        | P3                       | 2./4 ▲                   | 1                        | 0                        | 1                        |
| 2022                     | BL                       | 2./5                     | 6                        | 0                        | 2                        | BL1                      | 6./6 ▼                   | 2                        | 0                        | 8                        |
| 2023                     | BL                       | 1./6                     | 7                        | 1                        | 2                        | T1                       | 1./8                     | 6                        | 1                        | 0                        |
| 2023                     | BL                       | 1./6                     | 7                        | 1                        | 2                        | T2                       | 1./4                     | 2                        | 0                        | 0                        |
| 2023                     | BL-F                     | 1./8                     | 3                        | 0                        | 0                        | T2                       | 1./4                     | 2                        | 0                        | 0                        |
| 2023                     | BL-F                     | 1./8                     | 3                        | 0                        | 0                        | BL-A                     | 3/8                      | 1                        | 0                        | 1                        |

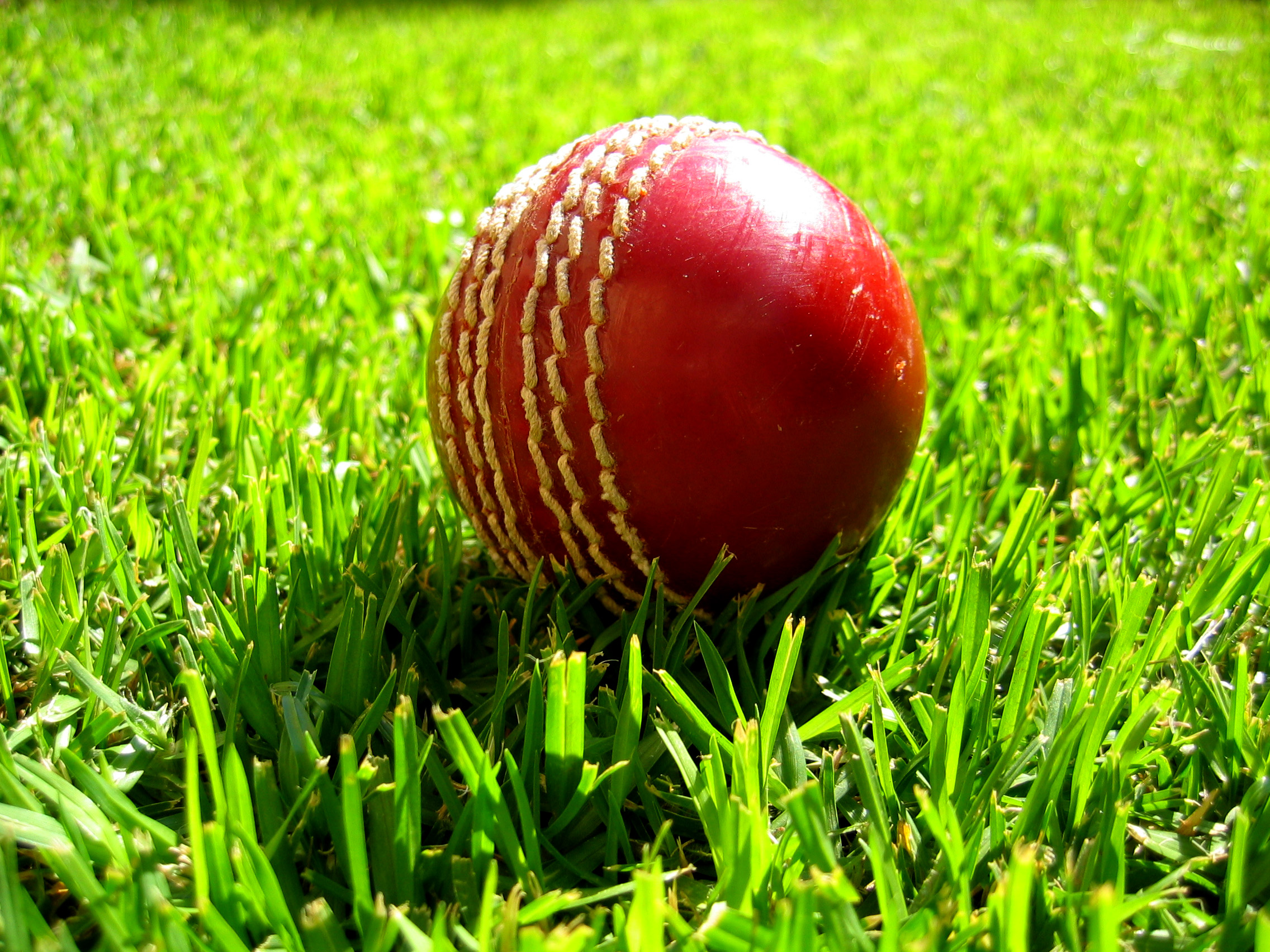
Cricketball

Zunächst war es schwierig, in Berlin auf einem richtigen Cricketplatz zu spielen, da alle fünf Plätze von der britischen Armee verwaltet wurden. Dennoch fand das erste aufgezeichnete Spiel am 2. August 1986 gegen eine vereinte Mannschaft bestehend aus Mitgliedern des britischen Regiments der 14th/20th Hussars und der britischen Militärpolizei statt. Im Jahre 1988 wurde der Verein endgültig von der britischen Militärverwaltung im Spielbetrieb aufgenommen und spielte in der 2. Liga.
Als die britische Armee 1994 aus Berlin abgezogen wurde, wurde es notwendig, den gesamten Cricketsport neu zu organisieren. Die Refugees traten dem Sport und Social Club zu Berlin und Brandenburg (DSSC) bei und spielten unter dessen Ägide bis 1996.
Nach Differenzen mit der Leitung des DSSC gründete sich der BCC am 15. Dezember 1996 als eigenständiger Verein und wurde am 7. Januar 1997 in das Amtsgericht Charlottenburg eingetragen. Fortan nahm er am Spielbetrieb des BCK und DCB teil. Als erster Vereinspräsident wurde Tim Sandner gewählt.
Zunächst bildete der BCC für gegnerische Mannschaften den Prügelknaben. Dies verbesserte sich erst durch die Hinzunahme neuer Spieler in den Jahren 2002 und 2003. Unter der Führung der Spielführer Bob Goldmann (Niederlande, 1999–2003) und Chris Milne (Schottland, 2004–2005) verbesserte sich der BCC jedoch zusehends und breitete seine internationalen Kontakte aus.
2003 und 2004 erschien ein Ausflug in den Bund Deutscher Cricket Vereine (BDCV) zur weiteren Verbesserung der spielerischen Fähigkeiten angebracht und der BCC nahm am vom BDCV organisierten Spielbetrieb der Deutschen Cricket Liga (DCL) teil. In dieser Liga feierte der Verein erste Erfolge und zog in beiden Jahren in das Halbfinale ein.
Nach diesem förderlichen Gastspiel in der DCL kehrte der BCC 2005 vollständig in den Spielbetrieb des DCB zurück. In einer spannenden Saison qualifizierte sich der Verein schließlich für das Finale der Bundesliga Ost. Dort unterlag der BCC dem Pakistan Cricket Club Berlin (PCCB), doch nach erfolgreichem Einspruch gegen die Wertung wurde die Meisterschaft schließlich dem BCC zuerkannt.
Der BCC wurde 2005 so Meister der Bundesliga Ost. Im Mai 2006 trat der BCC gegen die Sieger der anderen Bundesligen des Jahres 2005 an und kämpfte um die deutsche Meisterschaft. Er unterlag dem Hansa CC Hamburg und dann im Viertelfinale gegen den SV Wiesbaden 1899 e.V. In den Jahren 2006 und 2007 erreichte der BCC wieder das Endspiel der Berliner Liga; 2008 blieb die Mannschaft hinter ihren Erwartungen zurück und erreichte knapp das Halbfinale.
2010 wurde der BCC zum ersten Mal Deutscher Meister.
Nachdem der Verein in den Jahren 2015, 2017 und 2018 jeweils den sechsten und letzten Platz der Bundesliga Ost belegte, musste die erste Mannschaft 2019 in der zweitklassigen Regionalliga antreten, die sie gewann. 2023 konnte der BCC die Bundesliga Ost gewinnen und wurde zum zweiten Mal Deutscher Meister.
In den parallel veranstalteten Twenty20-Wettbewerben erreichte der BCC 2020 das Halbfinale, 2021 das Finale der ostdeutschen Meisterschaft. Dadurch qualifizierte er sich für die ab 2022 vom Bundesverband ausgetragene T20-Bundesliga, aus der er aber im ersten Jahr wieder abstieg. 2023 gewann er die nun zweitklassige ostdeutsche T20-Liga, verpasste aber den Aufstieg.
Der BCC spielt nicht nur in Berlin. Bisherige Reiseziele waren Barbados, Indien, Australien, Österreich, die Niederlande, Polen, Tschechien und Großbritannien.

## Erfolge
- Deutscher Meister (50 Overs): 2010, 2023
- Meister der Bundesliga Ost (50 Overs): 2005, 2010, 2023
- Finalist der Bundesliga Ost (50 Overs): 2006, 2007
- Sieger der Regionalliga Ost (50 Overs, zweitklassig): 2019
- Finalist des Vereinspokals Ost (Twenty20): 2021
- Sieger der T20-Liga Ost (zweitklassig): 2023
- Halbfinale der DCL: 2003, 2004
- Gewinner der 2. Berliner Liga (Twenty20) 20??

## Nationalspieler
- Volker Ellerbeck (Deutschland)
- Bob Goldmann (Niederlande)
- Chris Milne (Schottland)
- André Leslie (Deutschland)
- Reuben Davies (Deutschland)
- Ashwin Prakash (Deutschland)